# Azamat Abdoeraimov
Azamat Abdoeraimov (Tasjkent, 27 april 1966) is een voormalig voetballer Oezbeeks voetballer en trainer. Hij is de zoon van Birodar Abdoeraimov, eveneens een voormalig voetballer.

## Biografie
Abdoeraimov speelde voor vele clubs maar was het meest succesvol bij Pachtakor Tasjkent, waarmee hij in 1998 de landstitel veroverde. In 1990 verliet hij Pachtakor voor Spartak Moskou maar raakte daar niet van de bank af en speelde slechts in drie wedstrijden, bij het reserveteam scoorde hij wel vaak.
Hij speelde 22 wedstrijden voor het nationale elftal en was samen mee bepalend voor de gouden medaille op de Aziatische Spelen 1994. Hij scoorde enkele keren in de groepsfase en vanaf de kwartfinales elke wedstrijd. In de halve finale tegen Zuid-Korea scoorde hij zelfs het enige doelpunt.
Na zijn spelerscarrière werd hij trainer.